# دوبروسوووو

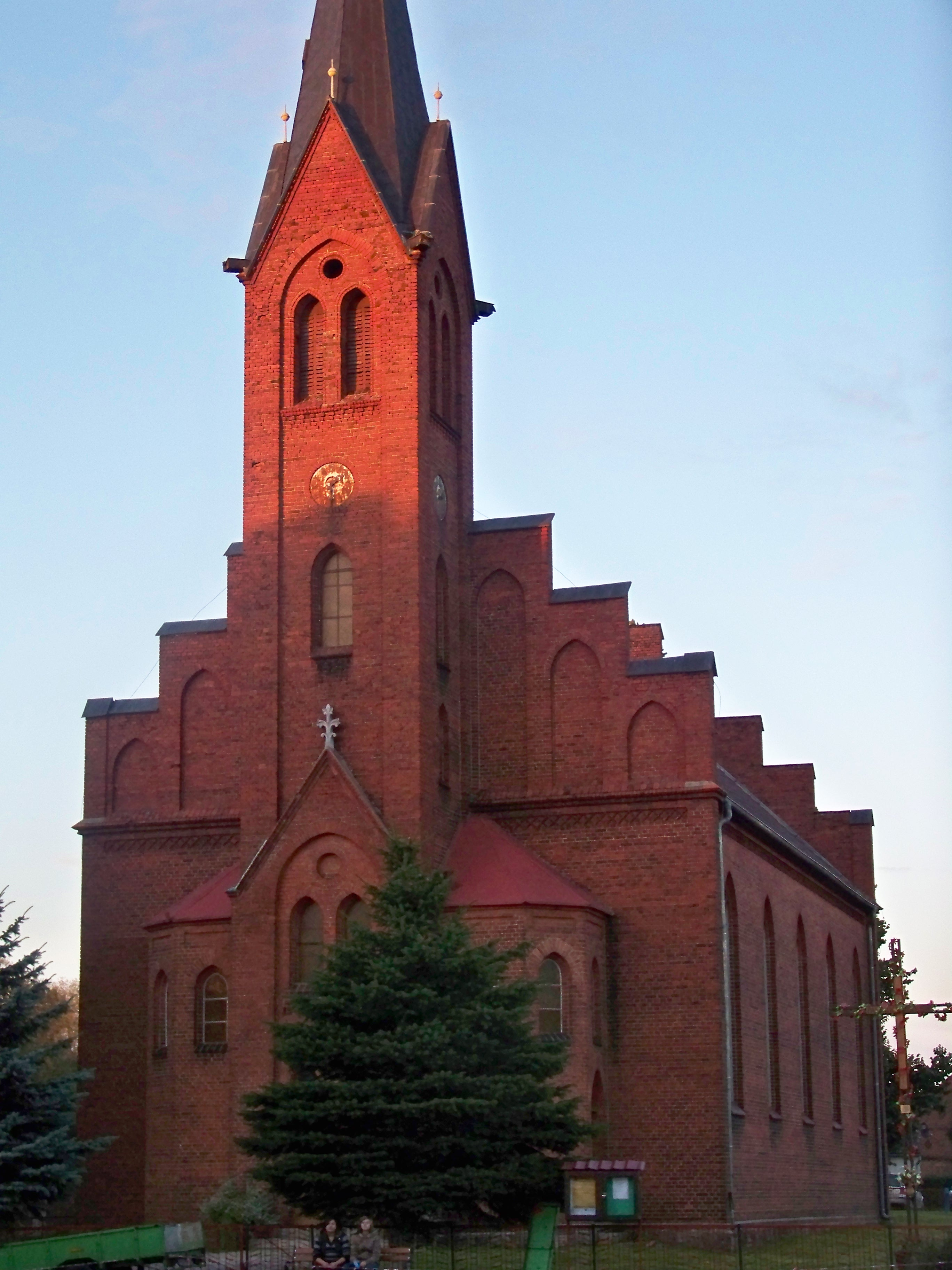
کلیسای دوبروسوووو

دوبروسوووو (به لهستانی:  Dobrosułów) یک روستا در لهستان است که در گمینا بتنگتسا واقع شده‌است. دوبروسوووو ۵۰۰ نفر جمعیت دارد.